# Rio Brilhante
Rio Brilhante là một đô thị thuộc bang Mato Grosso do Sul, Brasil. Đô thị này có diện tích 3987,529 km², dân số năm 2007 là 26560 người, mật độ 6,66 người/km².